# ОБЕРІУ
ОБЕРІУ (рос. Объединение реального искусства) — авангардистська театральна група (Ленінград, 1927-ЗО), світогляд якої був близьким до футуризму, дадаїзму, сюрреалізму.
До групи входили Даниїл Хармс, Олександр Введенський, Микола Заболоцький, Костянтин Вагинов, Юрій Владимиров, Ігор Бахтерев, Дойвбер (Борис Михайлович) Левін.